# Deirdre

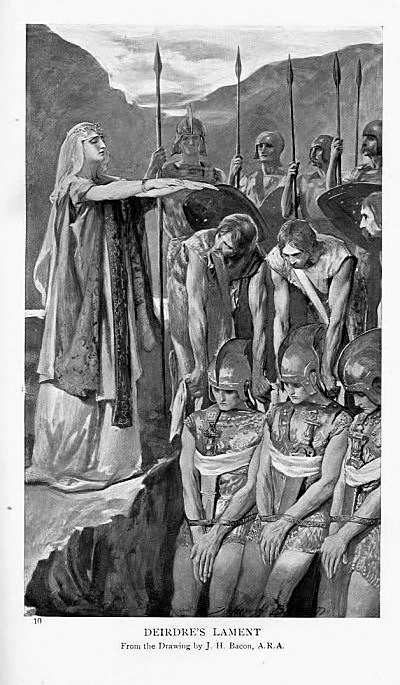
"El lamento de Deirdre", dibujo de J. H. Bacon, circa 1905.

Deirdre o Deirdru, es la heroína trágica por antonomasia de la mitología irlandesa. Su historia forma parte del Ciclo del Úlster.

## Historia
Deirdre era hija del bardo Fedlimid mac Daill. Cuando aún estaba en el vientre de su madre, durante un festín en la corte del rey Conchobar mac Nessa del Úlster, se escuchó un grito desgarrador que hizo a los caballeros pelear entre sí: provenía de la propia Deirdre. El gran druida Cathbad profetizó que sería una muchacha de una belleza perturbadora, de largas trenzas rojizas enroscadas e hipnóticos ojos verde-grisáceos, pero que su belleza estaba maldita: reyes y señores irían a la guerra por ella y los tres mejores guerreros de Úlster serían exiliados por su culpa. 
Cuando Deirdre nació, Cathbad reiteró este vaticinio, por lo que todos los señores quisieron obligar a Fedlimid a matar a su hija, pero Conchobar, extasiado ante la futura belleza de la niña, decidió que su propia nodriza, Leabharcham, criaría a Deirdre en solitario y, posteriormente, Conchobar se casaría con ella cuando tuviera edad suficiente. 
Pasaron los años, y Deirdre, convertida en una hermosa joven, ya casi estaba lista para ser la esposa de Conchobar. Sin embargo, un día de invierno, Deirdre vio a un cuervo bebiendo de un charco de sangre derramada sobre la nieve, y preguntó a Leabharcham si todos los maridos eran viejos arrugados como Conchobar o si acaso existía alguno que tuviese los cabellos negros como el plumaje de los cuervos, la piel blanca como la nieve y los labios rojos como la sangre. La anciana nodriza, olvidando el vaticinio, le habló del hijo menor de Uisnech, Naoise, un joven que reunía todos aquellos requisitos y que cazaba y cantaba en la corte de Conchobar. 
Deirdre decidió inmediatamente conocer a Naoise, por lo que preparó una cita con la ayuda de Leabharcham. Los dos jóvenes se enamoraron de inmediato, pero él sabía que su amada era la prometida del rey, por lo que no se atrevía a estar con ella. No obstante, Deirdre lo obligó a fugarse con ella, acompañados por Ardan y Ainle, los valientes hermanos de Naoise. Durante un tiempo vivieron todos felizmente, pero Conchobar, enfurecido y humillado, comenzó a perseguirlos. 
Deidre y los tres hermanos huyeron al Reino de Alba, que era como llamaban los irlandeses a Escocia, pero no encontraron cobijo, porque cada rey al que pedían hospitalidad intentaba matar a Naoise y a Ardan y Ainle para quedarse con Deirdre. Así se cumplió la profecía que vaticinaba que todos los reyes pelearían entre sí por ella. Finalmente acabaron en una remota isla, pero Conchobar dio con ellos y planeó una trampa.
Envió a Fergus mac Róich para que les diera un salvoconducto de vuelta a casa, y los tres hermanos aceptaron pese a la oposición de Deirdre, que había predicho en sueños que el salvoconducto era falso. En el camino de regreso al fuerte de Emain Macha, Fergus se vio obligado, a causa de un geis o tabú personal, a aceptar cualquier oferta de hospitalidad y envió a los fugitivos con su propio hijo como protección. 
Enterado de su llegada, Conchobar envió a Leabharcham a espiar a Deirdre, a fin de saber si había perdido su belleza tras tantos años de viaje. La anciana, sospechando de Conchobar y queriendo proteger a Deirdre, mintió afirmando que la joven había perdido su hermosura. No obstante, Conchobar envió a otro espía, Gelbann, quien, descubierto por Naoise, se quedó tuerto cuando éste le arrojó una pieza de ajedrez hecha de oro, pero logró comunicarle a Conchobar que Deirdre seguía siendo tan perturbadoramente bella como siempre. 
Al día siguiente, Naoise y sus hermanos, con la ayuda de algunos Caballeros de la Rama Roja, pelearon contra Conchobar a las afueras de Emain Macha, pero cuando el combate ya empezaba a decidirse, Conchobar evocó su juramento de lealtad hacia él y se llevó a Deirdre; entonces Éogan mac Durthacht arrojó su lanza y mató a Naoise; Ardan y Ainle fueron asesinados poco después. 
El noble Fergus llegó junto a sus hombres al poco tiempo y, cuando descubrió que había sido portador de un salvoconducto falso, partió al exilio a Connacht para luchar más tarde contra Úlster junto a Ailill y Medb en el Táin Bó Cuailnge (o "Robo del toro de Cuailnge"). 
Tras la muerte de Naoise, Conchobar por fin tomó a Deirdre por esposa. Sin embargo, tras un año de matrimonio, se sentía frustrado porque ella seguía mostrándose fría con él. Por este motivo, Conchobar le preguntó a Deirdre cuál era la persona que ella más odiaba, aparte de él mismo. Cuando ella contestó "Éogan mac Durthacht", el asesino de Naoise, él anunció que la entregaría a Éogan. 
De camino a la corte de Éogan, Conchobar se burló de Deirdre, diciendo que parecía una oveja entre dos carneros y ella se suicidó arrojándose del carro y golpeándose la cabeza con una roca; en otras versiones ulteriores de la misma historia, muere de pena. 
Cuenta la leyenda que el rey ordenó que Deirdre fuera enterrada en las colinas donde había crecido, pero un grupo de personas robó su cadáver una noche para darle nueva sepultura junto a la tumba de Naoise. Cada tumba fue marcada por una estaca de tejo. Dos años después, de cada estaca había crecido un árbol. Aunque sus troncos estaban separados por seis pies de distancia, los tejos continuaron creciendo y sus ramas terminaron por entrelazarse, dando la impresión de que se trataba de un solo árbol. Aunque las piedras que marcaban las tumbas se convirtieron en polvo, los tejos continúan vivos.

## Menciones en otros ámbitos
- Existen tres obras de teatro basadas en la historia de Deirdre: Deirdre de William Butler Yeomans (1907), Deirdre of the Sorrows de John Millington Synge (1910) y A Cry from Heaven de Vincent Woods. También hay un libro llamado Deirdre escrito por James Stephens.

- El LÉ Deirdre (P20), un barco del Servicio Naval Irlandés actualmente dado de baja, fue bautizado en su honor.

- El álbum musical "A Celtic Tale: The Legend Of Deirdre" de Mychael & Jeff Danna.
- Canción "El sueño de Deirdre" del grupo Celtian incluida en su álbum "En Tierra de hadas" (2019)

- En la novela El niño malo cuenta hasta cien y se retira (2004), de Juan Carlos Chirinos, uno de los personajes, la abuela de Fanny, la protagonista, se llama Derdriu, haciendo referencia a los poderes que ejerce sobre la naturaleza. Derdriu es, además, la más anciana del pueblo y la amante del Eugenio, el poeta forastero que vivió un tiempo con ella y enseñaba a los niños del pueblo a leer.
- Canción "Deirdre" de la banda de rock estadounidense The Beach Boys, incluida en su álbum "Sunflower" (1970)